# Trematodon mackayi
Trematodon mackayi är en bladmossart som beskrevs av Brotherus 1901. Trematodon mackayi ingår i släktet tranmossor, och familjen Bruchiaceae. Inga underarter finns listade i Catalogue of Life.